# 台灣印尼穆斯林之家

台灣印尼穆斯林之家（KMIT）是在2007年全台的印尼穆斯林為凝聚向心及爭取經濟、社會與宗教權益而成立，會址設於台北文化清真寺。